# Lutych–Bastogne–Lutych 2017
103. ročník jednodenního cyklistického závodu Lutych–Bastogne–Lutych se konal 23. dubna 2017. Vítězem se stal Španěl Alejandro Valverde z týmu Movistar, jenž vyhrál tento závod počtvrté v kariéře. Na druhém a třetím místě se umístili Ir Dan Martin (Quick-Step Floors) a Polák Michał Kwiatkowski (Team Sky).

## Týmy
Závodu se zúčastnilo celkem 25 týmů. Všech 18 UCI WorldTeamů bylo pozváno automaticky a muselo se zúčastnit závodu. Společně se sedmi UCI ProTeamy tak utvořili startovní peloton složený z 25 týmů.

### UCI WorldTeamy
- AG2R La Mondiale
- Astana
- Bahrain–Merida
- BMC Racing Team
- Bora–Hansgrohe
- Cannondale–Drapac
- Team Dimension Data
- FDJ
- LottoNL–Jumbo
- Lotto–Soudal
- Team Katusha–Alpecin
- Orica–Scott
- Movistar Team
- Quick-Step Floors
- Team Sky
- Team Sunweb
- Trek–Segafredo
- UAE Team Emirates

### UCI ProTeamy
- Aqua Blue Sport
- Cofidis
- Direct Énergie
- Roompot–Nederlandse Loterij
- Sport Vlaanderen–Baloise
- Wanty–Groupe Gobert
- WB Veranclassic Aqua Protect

## Výsledky
| Pořadí | Jezdec                   | Tým               | Čas        |
| ------ | ------------------------ | ----------------- | ---------- |
| 1      | Alejandro Valverde (ESP) | Movistar Team     | 6h 24’ 27” |
| 2      | Dan Martin (IRL)         | Quick-Step Floors | + 0”       |
| 3      | Michał Kwiatkowski (POL) | Team Sky          | + 3”       |
| 4      | Michael Matthews (AUS)   | Team Sunweb       | + 3”       |
| 5      | Jon Izagirre (ESP)       | Bahrain–Merida    | + 3”       |
| 6      | Romain Bardet (FRA)      | AG2R La Mondiale  | + 3”       |
| 7      | Michael Albasini (SUI)   | Orica–Scott       | + 3”       |
| 8      | Adam Yates (GBR)         | Orica–Scott       | + 7”       |
| 9      | Michael Woods (CAN)      | Cannondale–Drapac | + 7”       |
| 10     | Rafał Majka (POL)        | Bora–Hansgrohe    | + 7”       |